# Аджем, Юрий Николаевич
Ю́рий Никола́евич Аджем (род. 14 января 1953, Керчь, Крымская область) — советский футболист и российский тренер. Мастер спорта СССР международного класса (1976; лишен звания в 1981; звание возвращено в 1982). Известен по выступлениям за симферопольскую «Таврию» и московский ЦСКА. В составе молодёжной сборной СССР дважды становился чемпионом Европы. За основную сборную страны провёл четыре матча.

## Биография

### Клубная карьера
Начал играть в футбол в дворовых командах, первым тренером был Валерий Николаевич Соловьёв, затем — Василий Тихонович Никитин. В 1971 году был приглашён в симферопольскую «Таврию», которая в то время выступала во второй лиге СССР. В своём дебютном сезоне провёл за команду тринадцать матчей, забил два гола. В 1973 году Аджем вместе с симферопольским клубом стал победителем первой зоны второй лиги СССР и вышел в финальный турнир, в котором разыгрывалось право на повышение в классе. В финале, который проходил в Сочи, «Таврия» заняла второе место и следующий сезон начала в первой лиге. В 1976 году перешёл в московское «Торпедо», однако надолго там не задержался и уже через полгода вернулся в «Таврию», за которую выступал до 1978 года. В 1979 году перешёл в ЦСКА. В составе армейцев провёл 107 матчей и забил девять голов. В 1980—1981 годах был капитаном клуба.
После матча 13 августа 1981 на выезде с «Днепром» был обвинён главным тренером ЦСКА Олегом Базилевичем в «нежелании отстаивать честь клуба». В начале сентября 1981 вышел приказ Спорткомитета СССР, в котором ряд футболистов высшей лиги был обвинен в «нарушении морально-этических норм, в пренебрежении интересами коллективов и в безответственном отношении к повышению своего спортивного мастерства». Примечательно, что за две недели до этого Базилевич, по воспоминаниям Аджема, «говорил, что я вышел на европейский уровень и меня надо рекомендовать в сборную». Все перечисленные в приказе футболисты были дисквалифицированы (без указания срока), а Юрий Аджем был лишён звания Мастер спорта СССР международного класса.

«В ЦК партии могли распоряжаться судьбами людей направо и налево. И самое главное — бесконтрольно, не было никаких заседаний, когда меня дисквалифицировали. Всё решили Базилевич, Сыч (заместитель председателя Спорткомитета СССР. — Ред.) и Русак (инструктор отдела пропаганды ЦК КПСС. — Ред.). Все так преподнесли, что я такой-сякой капитан команды, мол, сдал игру в Днепропетровске. Бред!
Когда я встретил Базилевича, спросил, чем он мотивировал моё отчисление из команды? Он начал юлить: у нас есть молодые ребята, которые играют на твоей позиции. Хорошо, говорю, вопросов нет, но при чём здесь дисквалификация? Он: „Какая дисквалификация? Тут многие говорят, что Базилевича снимают, но я же в это не верю“. Понимаете, какой человек?».

При содействии Маршала Советского Союза Сергея Соколова и Александра Тарханова, заменившего Аджема на посту капитана команды, срок дисквалификации продлился только год, а звание мастера спорта международного класса — возвращено. 3 сентября 1982 Базилевич был уволен, а 25 сентября в гостевом матче с «Торпедо» (Москва) Аджем вновь вышел на поле в основе ЦСКА. Всего в сезоне 1982 года провёл 6 игр.
Проведя в ЦСКА ещё и сезон 1983, Аджем отправился в расположение группы советских войск в Германии. В период с 1984 по 1990 играл за немецкие клубы в третьем дивизионе чемпионата ГДР.
В 1994 году начал тренерскую карьеру. Тренировал ЦСКА (1994—1996, тренер и главный тренер команды ЦСКА-д), тульский «Арсенал» (1999), новороссийский «Черноморец» (2000—2001), «Ростсельмаш» (2001—2002), позже вернулся в ЦСКА, где с 2003 до 2008, а также в 2009—2010 годах тренировал дубль армейцев.

### Карьера в сборной
В составе молодёжной сборной СССР в 1976 и 1980 годах становился победителем чемпионата Европы. За основную сборную СССР провёл четыре матча в 1979 году. Дебютировал 28 марта 1979 года в игре против сборной Болгарии.

### Стиль игры
Физически развитый, работоспособный футболист универсального плана. Выделялся хорошей технической подготовкой, умелой позиционной игрой, владел сильным ударом.—  Энциклопедия «Российский футбол за 100 лет». Октябрь 1997 года.

## Достижения

### Командные
- Победитель второй лиги СССР: 1973.
- Победитель молодёжного чемпионата Европы: 1976, 1980.

### Личные
- Мастер спорта СССР международного класса (1976; лишен звания в 1981; звание возвращено в 1982)
- В списках лучших футболистов УССР[укр.]: 1976 — № 3